# Edwin Vásquez
Edwin Vásquez Cam (Lima, 28 juli 1922 – 9 maart 1993) was een olympisch schutter uit Peru.
Vásquez nam als schutter eenmaal succesvol deel aan de Olympische Spelen; in 1948 op het onderdeel 50 meter pistool. In 1948 won hij een gouden medaille: de eerste gouden medaille ooit van Peru op de Olympische Spelen. In 1984 was hij de vlaggendrager van zijn vaderland bij de openingsceremonie van de Olympische Spelen in Los Angeles. 
1896: Sumner Paine ·
1900: Karl Röderer ·
1908: Paul Van Asbroeck ·
1912: Alfred Lane ·
1920: Karl Frederick ·
1936: Torsten Ullman ·
1948: Edwin Vásquez ·
1952: Huelet Benner ·
1956: Pentti Linnosvuo ·
1960: Aleksej Goesjtsjin ·
1964: Väinö Markkanen ·
1968: Grigori Kosysj ·
1972: Ragnar Skanåker ·
1976: Uwe Potteck ·
1980: Aleksandr Melentjev ·
1984: Xu Haifeng ·
1988: Sorin Babii ·
1992: Kanstantsin Loekasjyk ·
1996: Boris Kokorev ·
2000: Tanjoe Kirjakov ·
2004: Michail Nestroejev ·
2008: Jin Jong-oh ·
2012: Jin Jong-oh ·
2016: Jin Jong-oh